# Восстание 31 января 1891 года
Восстание 31 января 1891 года (порт. Revolta de 31 de janeiro de 1891) — восстание, поднятое республиканцами в городе Порту с целью свержения монархии и установления республики в Португалии. Было первым республиканским восстанием в стране.

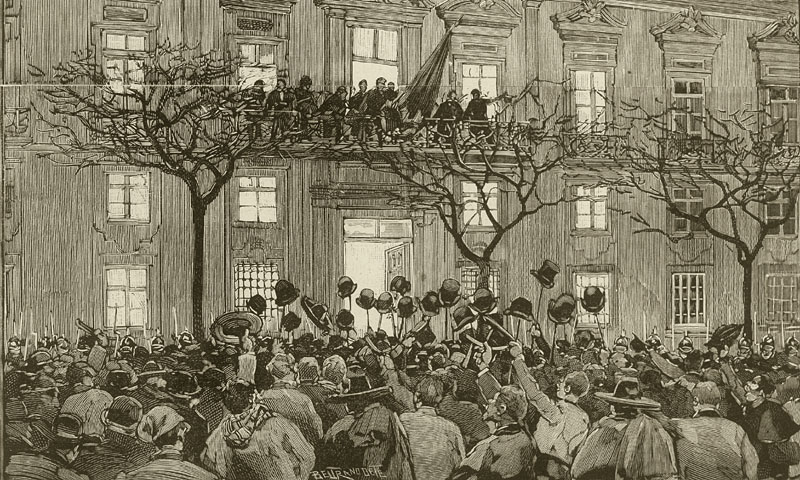
Провозглашение республики

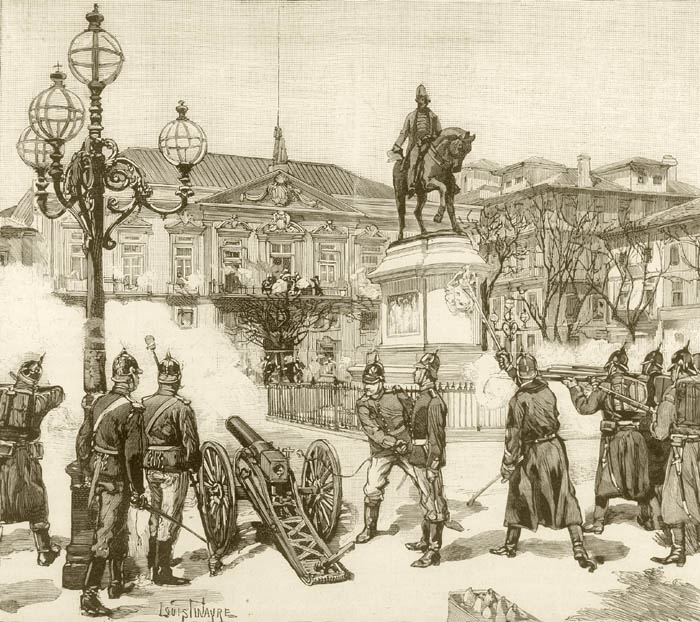
Расстрел восстания

Восстание было вызвано реакцией на уступку правительства британскому ультиматуму, выдвинутому в 1890 году, который вызвал большое возмущение и был воспринят в республиканских кругах как доказательство упадка и слабости монархического режима в Португалии. Порту был выбран местом из-за его революционных традиций XIX века и потому, что республиканское движение имело сильную поддержку в городе. Попытка государственного переворота готовилась при полном отсутствии секретности. 
Рано утром 31-го числа солдаты-повстанцы 10-го пехотного полка под руководством сержантов-республиканцев покинули казармы и сосредоточились на Кампо-де-Санто-Овидио, а затем направились к зданию муниципалитета. Именно там журналист Алвиш да Вейга, один из политических лидеров восстания, провозгласил республику, и был поднят красно-зеленый флаг. 
Когда повстанцы при поддержке горожан решили захватить почту и телеграфную станцию,  им путь преградил отряд муниципальной гвардии, которая открыла огонь и заставила толпу бежать. Около трехсот гражданских и солдат забаррикадировались в здании городского совета, но муниципальная гвардия при помощи армейской артиллерии и кавалерии, а также 18-го пехотного полка, который повстанцы ранее пытались убедить принять участие в восстании, вынудили их сдаться в 10:00 того же утра. Было 12 погибших и 40 раненых.
Участники восстания, насчитывавшие несколько сотен, были быстро арестованы и преданы суду, и большинство из них были приговорены к ссылке в Африку.
Красно-зеленый флаг, поднятый в день восстания, стал символом республиканской Португалии во время революции 1910 года.